# Het verhaal van de clowns
Het verhaal van de clowns of Daar komen de Clowns is een zesdelige jeugd-miniserie uit 1987 van en door Herman van Veen die het verhaal vertelt van een familie clowns die door de ruimte reizen in neusvormige ruimteschepen. In Nederland werd deze in 1988 uitgezonden door Veronica. De serie verscheen in Duitsland onder de naam Die seltsame Geschichte der Clowns en bestond daar uit drie delen: 'Der Sternensturm', 'Die Fleischfresser van Jak' en 'Die Wachsmenschen von Fit'.

## Verhaal
In het jaar 2089 reist een circusgezelschap met hun ruimteschip, in de vorm van een hoge hoed, van planeet naar planeet om op te treden. Het circus bestaat uit twee clownsfamilies, de familie Paganini en Milanini, die in neusvormige ruimteschepen meereizen. Koko Milanini en Dodo Paganini zijn verliefd op elkaar.
Het circus ontvangt op een dag een SOS van de planeet Aarde, waar men het lachen heeft verleerd. Ze zoeken dringend een paar clowns om hen opnieuw aan het lachen te krijgen. Voordat het circus echter op zoek kan gaan naar de Aarde nadert een ander ruimteschip, bevolkt door vleeseters van de planeet Jak, en een zogenaamde sterrenstorm. De storm, veroorzaakt door een ontplofte ster, blaast de neus van de familie Paganini van de rand van de hoed waardoor Dodo Koko kwijtraakt. De Paganini's maken een noodlanding op een planeet met vriendelijke ruimtewezens, die Dodo hun "nationale drank" slangengif aanbieden. Dodo doet alsof hij het drinkt, terwijl hij de inhoud van zijn glas weggooit.
Enkele dagen later landt er nog een ruimteschip op dezelfde planeet waar de Paganini's nog te gast zijn. Het zijn de vleeseters, die de hoed hebben overvallen en nagenoeg iedereen hebben vermoord en opgegeten. Dodo sluipt het ruimteschip binnen en vindt een nog levende Koko terug. Hij weet haar te redden en terug in de neus vertelt ze dat er in het ruimteschip van de vleeseters een video is met een beschrijving hoe men de Aarde kan vinden. Dodo schakelt de vleeseters uit met het slangengif van de vriendelijke ruimtewezens en weet de video te bemachtigen.
Dodo en Koko gaan op weg naar de Aarde. Onderweg landen ze op een planeet Fit, dat eruitziet als een kantoor met allemaal werknemers die op een streng dieet van pillen leven. Werknemers die meer eten dan alleen pillen worden in een sauna gestopt tot ze hun lichte gewicht terug hebben. Vreemd genoeg is de god van de planeet zelf enorm dik en snoept graag. Samen met een van de werknemers wordt de dikke god ontvoerd en, tijdens een marathon die alle werknemers moeten lopen, vertrapt.
De twee clowns reizen verder en schakelen onderweg nog een kwaadaardig wezen uit, het wezen van Spel, dat verslaafd is aan computerspellen en een fruitmonster aanstuurt. Ook komen ze uiteindelijk het circusruimteschip, de hoed, weer tegen, dat compleet geruïneerd is door de vleeseters. Via een zwart gat bereiken ze eindelijk de Aarde en vinden daar het circus dat het SOS-bericht verstuurde. Het circus is onder de indruk van de twee clowns, die snel de vader van Dodo en moeder van Koko ophalen en 's avonds met een optreden de mensen eindelijk weer leren lachen.

## Rolverdeling
- Dodo Paganini: Herman van Veen
- Koko Milanini: Gisela May

## TitelliedDe Clowns
Het titellied De clowns verscheen op single en maxisingle.

## Boek
In 1990 verscheen het door Herman van Veen geschreven kinderboek Het verhaal van de clowns met illustraties van Sigrid Weigend bij Harlekijn Uitgeverij (ISBN 90 6386 084 6).